# Latvijas Zaļā partija
De Latvijas Zaļā partija (NL: Letse Groene Partij) is een Letse groene politieke partij die in 1990 opgericht is. Samen met Latvijas Zemnieku savienība - LZS (NL: Boerenpartij Letland) heeft ze een verbond genaamd Zaļo un Zemnieku savienība (NL: Unie van Groenen en Boeren). In 2010 haalde ze 19,7% van de stemmen, goed voor 22 van de 100 zetels in de Saeima. De Groene Boerenpartij is onderdeel van de zittende regeringscoalitie.

## Profiel
De groene partij is links conservatief. De Letten moeten solidair en met elkaar het leven vorm geven. Ze streven naar een hogere levensstandaard waarbij aandacht is voor de Letse cultuur en identiteit. Ze is voor het beschermen van het milieu en voor ecologische levenswijze.
De partij zit in dezelfde stroming als Groen in België en GroenLinks in Nederland en maakt dan ook net als deze partijen deel uit van de Europese Groene Partij, ook al is de partij voor de bescherming van de Letse nationale waarden, wat het tot een meer conservatieve partij maakt. Deze partij maakt deel uit van de fractie van De Groenen/Vrije Europese Alliantie.

## Ledental
| Ledental van de Letse Groene partij | Ledental van de Letse Groene partij | Ledental van de Letse Groene partij |
| Jaar                                | Aantal leden                        | Opmerkingen                         |
| ----------------------------------- | ----------------------------------- | ----------------------------------- |
| 1990                                | 123                                 | -                                   |
| 1991                                | 286                                 | -                                   |
| 1992                                | 354                                 | -                                   |
| 1993                                | 130                                 |                                     |
| 1995                                | 182                                 | -                                   |
| 1996                                | 237                                 | -                                   |
| 1998                                | 279                                 | -                                   |
| 1999                                | 315                                 | -                                   |
| 2000                                | 341                                 | -                                   |
| 2001                                | 392                                 | -                                   |
| 2002                                | 437                                 | -                                   |
| 2003                                | 463                                 | -                                   |
| 2004                                | 480                                 | -                                   |
| 2008                                | 600                                 | Voorlopig                           |

Stand: 2004